# Tim Progosh
Tim Progosh (sinh năm 1957) là một diễn viên người Canada và là người sáng tạo và sản xuất ban đầu của Canadian Comedy Awards, một buổi giới thiệu giải thưởng thường niên để tôn vinh hài kịch Canada trên nhiều phương tiện truyền thông (TV, radio, Phim, Internet,...) vào năm 2000.
Tim đóng vai Hiệu trưởng Bill Kremeza trong bộ phim "Spotlight" được trao giải Phim hay nhất và Kịch bản hay nhất trong Giải thưởng Học viện lần thứ 88 (2016). Anh đóng vai nhân vật chính Firouz trong bộ phim truyền hình Những cuộc phiêu lưu của Sinbad (1996-1998).
Tim tốt nghiệp với bằng danh dự kép về khoa học chính trị và kịch nghệ tại Đại học Western Ontario. Công việc đầu tiên của anh là vận động cho Chính phủ Liên bang Canada, nhưng đã chuyển sang diễn xuất hài kịch độc lập vào năm 1981. Anh học viết kịch bản tại Algonquin College  ở Ottawa và diễn xuất ngẫu hứng tại Thành phố thứ hai ở Toronto.

## Phim ảnh
| Phim truyền hình - 1990: Prom Night III: The Last Kiss (1990) vai Other Reporter - 1990: Christmas in America (TV Movie) vai Young Kenny Rogers (age 22) - 1991: Thick as Thieves as Yuppie - 1992: To Catch a Killer (TV Movie) Delta Squad Detective Jack Morris - 1993: Life with Mikey as Lawyer Norman Feller - 1994: Back in Action as Kasajian's assistant - 1994: The Babymaker: The Dr. Cecil Jacobson Story (TV Movie) vai Mr. Black - 1995: Net Worth (TV Movie) vai Player #3 - 1996: The Abduction (TV Movie) vai Robert - 1996: Remembrance (TV Movie) vai Clem Stafford - 1997: Shadow Zone: My Teacher Ate My Homework vai Jesse's Dad - 1999: The Corruptor vai Lackey - 1999: A Touch of Hope (TV Movie) vai Joshua Peterson - 2000: A Tale of Two Bunnies (TV Movie) vai Comedian - 2000: The Sandy Bottom Orchestra (TV Movie) vai Cecil Bateman - 2001: Jet Jackson: The Movie (TV Movie) vai Sylvester (uncredited) - 2001: Who Is Cletis Tout? (2001) vai Young Micah - 2003: The Gospel of John vai The Master of the Feast - 2004: I Downloaded a Ghost (TV Movie) vaiWalter Blackstone - 2004: The Good Shepherd vai Phillip Patterson - 2005: Confession of an American Bride (TV Movie) (uncredited) - 2012: Channelled Lives (Short) vai Warren - 2015: Spotlight vai Principal Bill Kemeza - 2018: eHero as Scotty Malloy - 2019: Goalie vai J.E. Norris | Series Truyền hình - 1987: Degrassi Junior High (1987) vai Policeman - 1990-1991: Street Legal vai Reporter Tim - 1994: Robocop: The Series (1994) vai Mark McAdam - 1995: The X-Files as Mr. Fielding - 1996-1998: The Adventures of Sinbad vai Firouz - 1998-2001: First Wave vai Dean Hormeth - 1999: The Outer Limits vai Walter Black - 1999: Cold Squad as Father Geddes - 1999: Twice in a Lifetime vai Gary Ray - 2000: Relic Hunter as Angus MacEvoy - 2000: Code Name: Eternity vai Scientist Cross - 2001: Super Rupert vai Sheriff Dave Patterson - 2001: Within These Walls vai Emily's Father - 2003: Doc vai Art Lang - 2004: 1-800-Missing vai Dr. Benson - 2011: Covert Affairs vai Doctor - 2013: Murdoch Mysteries (2013) Mr. Edgar Leeman |

| Sản xuất và đạo diễn - 2000: The 2000 Canadian Comedy Awards - 2001: The 2nd Annual Canadian Comedy Awards - 2002: The 3rd Annual Canadian Comedy Awards - 2002: Sketch Troop (TV Series) (producer) - 2003: The Road to Funny (TV Movie documentary) - 2003: The 4th Annual Canadian Comedy Awards - 2004: The 5th Annual Canadian Comedy Awards - 2005: The 6th Annual Canadian Comedy Awards - 2006: The 7th Annual Canadian Comedy Awards - 2007: The Naughty Show - 2007: The Nice Show - 2007: The 8th Annual Canadian Comedy Awards - 2008: The Canadian Comedy Awards: Best of the Fest 2007 - 2008: The 9th Annual Canadian Comedy Awards - 2009: The 10th Annual Canadian Comedy Awards - 2010: The 11th Annual Canadian Comedy Awards - 2011: The 12th Annual Canadian Comedy Awards - 2012: The 13h Annual Canadian Comedy Awards - 2013: 'The 14th Annual Canadian Comedy Awards - 2014: The 15th Annual Canadian Comedy Awards - 2015: The 16th Annual Canadian Comedy Awards | Viết kịch bản - 2002: The 2nd Annual Canadian Comedy Awards - 2006: George Canyon's Christmas - 2009: The 10th Annual Canadian Comedy Awards |